# Multilingual User Interface
MUI — скорочення від «Multilingual User Interface» — програмний продукт Microsoft, що випускається для локалізації англійських версій операційних систем. При цьому з'являється можливість використовувати для кожного облікового запису свою мову інтерфейсу. Тобто, встановивши на свій комп'ютер англійську версію системи і MUI, з'являється можливість обирати мову, на якій виводяться меню, діалоги, довідки, контекстні довідки, системні повідомлення та інші елементи інтерфейсу.
LIP — скорочення від «Language Interface Pack» — програмний продукт Microsoft, що випускається, для спрощеної локалізації систем (близько 80 % елементів інтерфейсу). LIP має в своїй основі технологію MUI.